# Villa Gobernador Gálvez
Villa Gobernador Gálvez é um município de 2ª categoria da província de Santa Fé, na Argentina.